# Каменка (Омская область)
Каменка — деревня в Полтавском районе Омской области России. Входит в состав Еремеевского сельского поселения.

## История
Основана в 1914 году. В 1928 году хутор Сенкинбай № 1 состоял из 20 хозяйств, основное население — украинцы. В составе Гостиловского сельсовета Полтавского района Омского округа Сибирского края.

## Население
| 1926 | 2010 |
| ---- | ---- |
| 92   | ↗181 |